# Макл-Ро
Макл-Ро (англ. Muckle Roe, от старонорвежского Mikla Rauðey — Большой красный остров) — остров в Шетландском архипелаге. Население — 130 человека (2011).

## География
Расположен в заливе Сент-Магнус у западного берега Мейнленда. Отделён от последнего узким проливом Ро-Саунд. Ближайшие крупные острова: Мейнленд на востоке, Вементри и Папа-Литтл на юге, Папа-Стур на западе. Окружён небольшими необитаемыми островами: Линга, Папа-Литтл, Вементри и другими. Высшая точка острова — гора Мид-Уорд, 172 метра над уровнем моря.
Геологически сложен красноватым гранитом на основании вулкана возрастом около 350 млн. лет.
Большая часть Макл-Ро представляет собой вересковую пустошь.

## История
Остров упоминается в Оркнейской саге.
В 1905 году острова Макл-Ро и Мейнленд были соединены мостом.

## Население
Население острова — 130 человек (2011 год) сосредоточено в его восточной части.

## Экономика

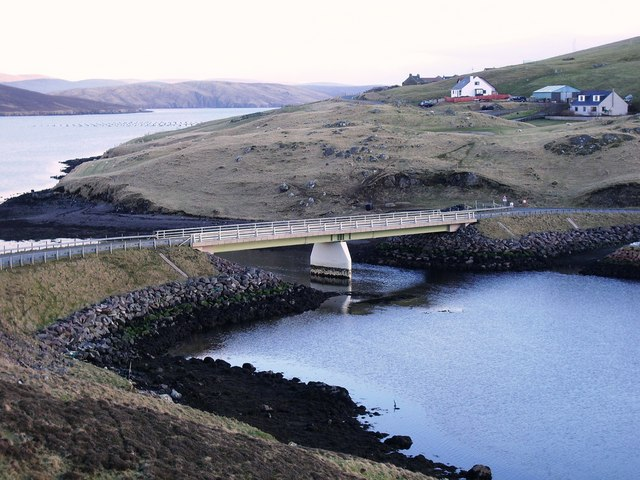
Новый мост через пролив Ро-Саунд.

Новый мост через пролив Ро-Саунд построен в 1999 году.